# کنساو (نبراسکا)
کنساو(به انگلیسی: Kenesaw) شهری در ایالت نبراسکا کشور ایالات متحده آمریکا است که جمعیت آن در سرشماری سال ۲۰۱۰ میلادی، ۸۸۰ نفر بوده‌است.